# Teophiel Verbist
Theophiel Verbist (Anversa, 12 giugno 1823 – Lao-Hu-Kou, 23 febbraio 1868) è stato un presbitero belga, fondatore della Congregazione del Cuore Immacolato di Maria (missionari di Scheut).

## Biografia
La sua famiglia era di estrazione borghese. Fu educato dai gesuiti di Anversa e poi nel seminario minore di Malines: nel 1844 passò al seminario maggiore e il 18 settembre 1847 fu ordinato sacerdote dal cardinale Engelbert Sterckx.
Fu vicereggente del seminario di Malines del 1847 al 1852. dal 1853 fu cappellano della scuola militare di Bruxelles e direttore e confessore delle Suore di Nostra Signora di Namur del convento di Molenbeek.
Entrato in contatto con l'Opera della santa Infanzia nel 1859, ne divenne zelatore e poi direttore del comitato centrale per il Belgio. La sua attività nell'opera della santa Infanzia, che aveva come fine far conoscere l'opera dei missionari e raccogliere finanziamenti per le missioni, consentì a Verbist di maturare la sua vocazione missionaria.
Nel 1862 fondò a Scheut, presso Anderlecht, una congregazione missionaria destinata all'evangelizzazione della Cina e dei paesi dell'estremo oriente.
Morì in Mongolia nel 1868, all'età di 44 anni.